# 秦时暐
秦时暐（1927年12月—2019年12月29日），甘肃正宁人，中华人民共和国政治人物、作家、书法家，甘肃省政协原副主席。

## 生平
1945年毕业于延安鲁迅艺术学院文学系，1946年7月加入中国共产党。